# 梅多布魯克 (加利福尼亞州)
梅多布羅克（英語：Meadow Brook）是位於美國加利福尼亞州埃爾多拉多縣的一個非建制地區。該地的面積和人口皆未知。

## 地理
梅多布羅克的座標為38°51′34″N 120°50′03″W / 38.85944°N 120.83417°W，而該地的平均海拔高度為694米（即2377英尺）。